# 토미 팸
토마스 제임스 팸(영어: Thomas James Pham, 1988년 3월 8일 ~ )는 토미 팸(영어: Tommy Pham)라는 이름으로 알려져 있는 미국의 야구 선수로, 메이저 리그 세인트루이스 카디널스의 외야수이다.